# 第十八代諾福克公爵愛德華·菲茨蘭-霍華德
第十八代諾福克公爵愛德華·菲茨蘭-霍華德 GCVO DL（1956年12月2日—）是一名英格蘭貴族，並擔任司禮大臣一職。他是霍華德家族名義上的族長，並曾在1975年至2002年間以阿倫德爾伯爵作為禮節性頭銜。

## 早年生活
愛德華·菲茨蘭-霍華德是第十七代諾福克公爵邁爾斯·菲茨蘭-霍華德與妻子安妮·康斯特布爾-麥克斯韋的兒子。他曾先後就讀於安普爾福斯學院和牛津大學林肯學院。
他有一名弟弟杰拉爾德·菲茨蘭-霍華德勳爵；另外他也有三名姐姐，包括演員瑪莎·菲茨蘭。

## 職位生涯
愛德華曾在多家公司任職，並曾在2000年至2002年間擔任副司禮大臣。在父親邁爾斯·菲茨蘭-霍華德於2002年去世後，他繼承了其所擁有的爵位和司禮大臣的職務。公爵曾獲劍橋大學聖埃德蒙學院頒授榮譽院士身份。
他在安普爾福斯學院求學期間曾經加入童軍，現在則在英國童軍總會擔任多項職務。他在2010年前曾是阿倫德爾童軍第1旅的主席，現在則仍任職阿倫德爾和利特爾漢普頓童軍的主席及西薩塞克斯郡童軍的贊助人。2003年6月，愛德華因其對童軍運動的貢獻而獲頒服務功績獎章（Medal of Merit for Services）。
愛德華在2022年壽辰授勳獲授予皇家維多利亞大十字騎士勳章。
愛德華作為世襲的司禮大臣，須負責英女王伊莉莎白二世的國葬和英王查爾斯三世的加冕和登基儀式。

## 個人生活
公爵目前以位於西薩塞克斯郡阿倫德爾大的阿倫德爾城堡作為主要居所。
他在2022年4月曾在駕駛期間使用電話並闖紅燈，但他以司禮大臣身份為由，向法院申請禁止公眾和媒體參與部分聽證會。他最終被判罰禁止駕駛六個月，並須支付800英鎊的罰款和400英鎊的訟費。代表他的大律師在庭上曾以公爵需要籌備查爾斯三世的加冕典禮作為其不應被禁止駕駛的辯解理由。

## 家庭

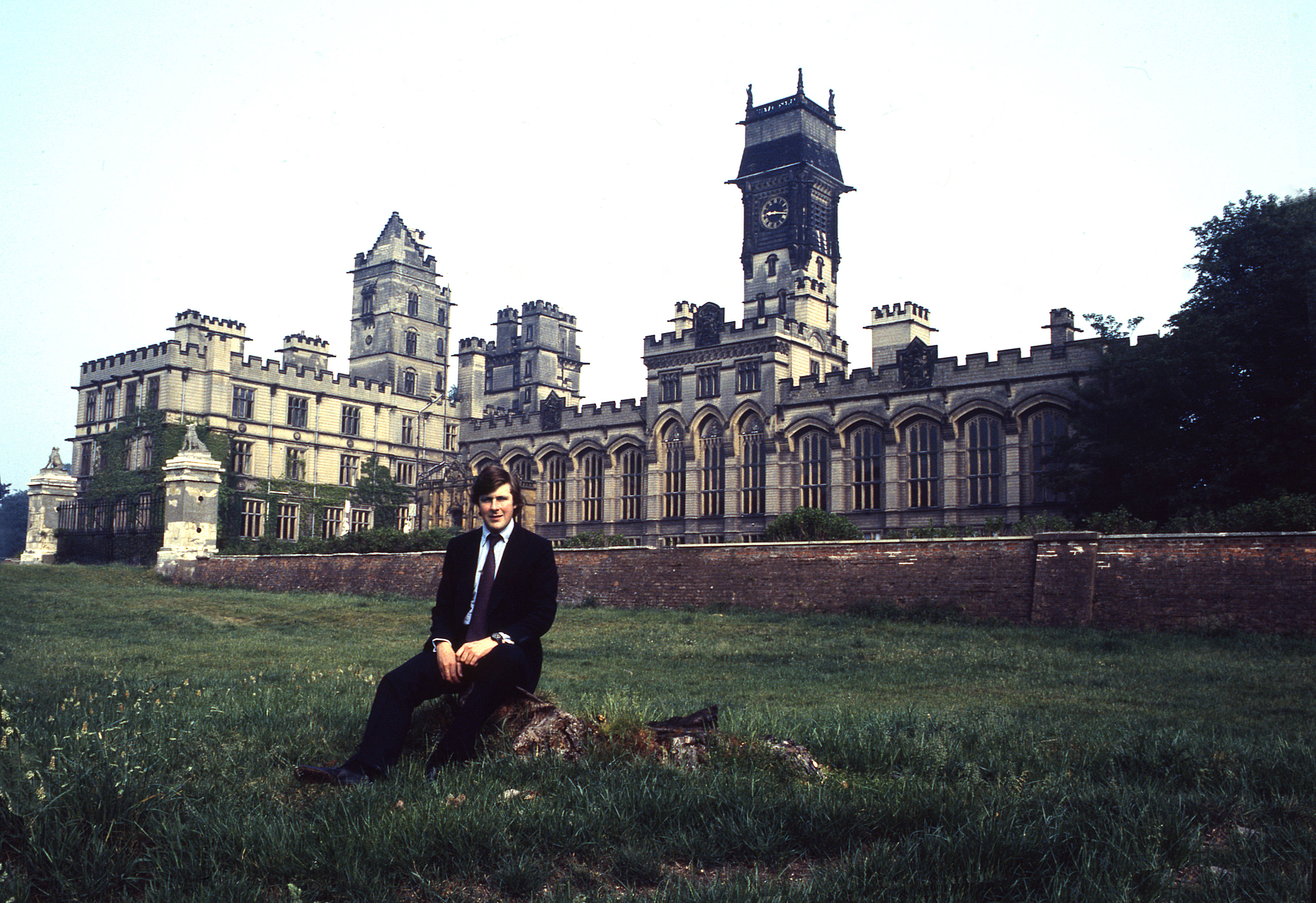
彼時尚未繼承公爵爵位的愛德華·菲茨蘭-霍華德，1981年由艾倫·沃倫攝於北約克郡卡爾頓塔外。

公爵是一名羅馬天主教徒。1986年6月27日，當時仍是阿倫德爾伯爵的愛德華·菲茨蘭-霍華德與喬治娜·蘇珊·戈爾在阿倫德爾主教座堂舉行婚禮。二人育有三子兩女：
- 阿倫德爾伯爵亨利·邁爾斯·菲茨蘭-霍華德（英语：Henry Fitzalan-Howard, Earl of Arundel）（1987年12月3日出生）：他在2016年7月16日和塞西莉亞·瑪麗·伊麗莎白·科拉基奇（Cecilia Mary Elizabeth Colacicchi）結婚，並與妻子育有兩個女兒。
- 瑞秋·菲茨蘭-霍華德女勳爵（1989年6月10日出生）
- 托馬斯·菲茨蘭-霍華德勳爵（1992年3月14日出生）
- 伊莎貝爾·菲茨蘭-霍華德女勳爵（1994年2月7日出生）
- 菲利普·菲茨蘭-霍華德勳爵（1996年7月14日出生）

公爵與公爵夫人喬治娜於2011年分居，其後於2016年復合，但最終仍在2022年宣佈正式離婚。

## 爵位與頭銜

諾福克公爵的紋章，以「唯有美德不可戰勝（Sola Virtus Invicta）」為銘言。

2002年，愛德華繼承了其父所擁有的所有爵位，其中包括諾福克公爵及多個伯爵、男爵、頭銜和世襲職務。他也因此承襲了司禮大臣的職務；作為英國的國務重臣之一，司禮大臣主要負責籌備加冕典禮和國會開幕大典等儀式，且同時擔任高等騎士法院的法官和紋章院的負責人，並管理英格蘭、威爾斯及大英國協與紋章相關的事務。

### 爵位
- 第十八代諾福克公爵（英格蘭首席公爵）
- 第三十六代阿倫德爾伯爵（英语：Earl of Arundel）（英格蘭首席伯爵）
- 第十九代薩里伯爵（英语：Earl of Surrey）
- 第十六代諾福克伯爵（英语：Earl of Norfolk）
- 第十三代博蒙特男爵（英语：Baron Beaumont）
- 第二十六代萬翠福男爵（英语：Baron Maltravers）
- 第十六代菲茨蘭男爵（英语：Baron FitzAlan）
- 第十六代克蘭男爵（Baron Clun）
- 第十六代奧斯瓦爾德斯特男爵（Baron Oswaldestre）
- 第五代格洛索普的霍華德男爵（英语：Baron Howard of Glossop）

### 世襲職務
- 司禮大臣
- 英格蘭首席執事（三名於1902年聲稱對此職務擁有世襲繼承權者之一，爭議至今尚未解決。）

## 外部連結
- Hansard 1803–2005: 諾福克公爵愛德華·菲茨蘭-霍華德在國會中的貢獻

| 官衔                                              | 官衔                  | 官衔 |
| ------------------------------------------------- | --------------------- | ---- |
| 前任者： 第十七代諾福克公爵                       | 司禮大臣 2002年至今   | 現任 |
| 英格蘭貴族爵位                                    |                       |      |
| 前任者： 邁爾斯·弗朗西斯·斯特普爾頓·菲茨蘭-霍華德 | 諾福克公爵 2002年至今 | 現任 |